# Проект «Дженни»
«Проект „Дженни“» (англ. The Jennie Project) — американский детский телефильм 2001 года. По рассказу «Дженни» Дугласа Престона. Оригинальный фильм канала Дисней.

## Сюжет
Хьюго Арчибальд — учёный-приматолог, пропадающий в многомесячных командировках по Африке. Дома его ждут жена Леа, сын Эндрю и дочь Сара, которые очень огорчаются долгим отсутствием отца. Зато каждый раз он привозит домой какое-нибудь экзотическое животное, на этот раз — маленькую шимпанзе по имени Дженни.
Поначалу озорница никому не пришлась по душе, но постепенно все полюбили её как члена семьи. К тому же у Дженни оказался недюжиный талант в изучении жестового языка, амслена. Обучать её берётся доктор Прентисс, которая всячески хочет оторвать шимпанзе от семьи и перевезти для изучения в центр «Тахачи».
Однажды Дженни наблюдает, как Эндрю в расстроенных чувствах рвёт письмо, пришедшее отцу: того опять отправляют в командировку. Шимпанзе решает, что письма — это зло, и поэтому нападает на местного почтальона, Фрэнка, уничтожает почту и разбивает его фургон. Фрэнк подаёт на обезьяну в суд. На суде Дженни сама, с помощью специального переводчика, объясняет свои действия. По решению суда шимпанзе отправляют в «Тахачи». Узнав об этом, Эндрю бросается туда, пробирается внутрь, находит Дженни, но сбежать у них не получается: утром доктор Прентисс обнаруживает их в комнате вдвоём. Поняв, что Дженни действительно не сможет жить в неволе и быть объектом изучения, принимается решение вернуть её в джунгли. В эту командировку Арчибальды летят всей семьёй…

## В ролях
- Алекс Линц — Эндрю Арчибальд
- Абигайль Мавити — Сара Арчибальд
- Ланс Гест — Хьюго Арчибальд, их отец
- Шейла Келли — Леа Арчибальд, их мать
- Шерил Ральф — доктор Памела Прентисс
- Джоэль Миллер — Фрэнк, почтальон
- Фрэн Беннетт — судья
- Ёрл Боэн — преподобный Паллисер, сосед Арчибальдов
- Кеннет Кимминс — Вальтер Эпштейн, коллега Хьюго

## Факты
- По сюжету, действие происходит в Сан-Диего, штат Калифорния (адрес чётко виден на конверте, доставленном почтальоном). Съёмки действительно проходили именно там, в частности, в парке Бальбоа[англ.] (сцены в джунглях снимались в самой глухой его части), в Музее человека[англ.] (место работы Хьюго) и в зоопарке.
- Хьюго утверждает, что подобрал Дженни в Восточной Африке, однако ареал шимпанзе — Центральная Африка и отдельные части Западной[1].